# يوهان غيورغ الأول، ناخب ساكسونيا
يوهان غيورغ الأول (5 مارس 1585 - 8 أكتوبر 1656)؛ كان ناخب ساكسونيا منذ 1611 حتى وفاته في 1656.

## السرة الذاتية
ولد يوهان غيورغ في درسدن، هو الابن الثاني لـ كريستيان الأول، ناخب ساكسونيا وصوفي ابنة يوهان غيورغ ناخب براندنبورغ، هو ينتمي إلى فرع الألبرتي من سلالة فتين.
يوهان غيورغ أصبح ناخب ساكسونيا مع وفاة شقيقه كريستيان الثاني في 1611، بسبب موقع الجغرافي لانتخابية ساكسونيا أعطاها مكانة عالية بين البروتستانت الألمان أثناء حرب الثلاثين عاماً، ومع ذلك في بداية حكمه اتخذ موقفاً منفصلاً لحد ما، كان ولائه الشخصي لـ لوثرية سليم، ولكنه لا يحب قوة براندنبورغ المتزايدة، ولا هيبة بالاتينات، ومع ذلك يبدو انضمام الفروع الأخرى من أسر ساكسونيا الحاكمة إلى البروتستانتية أوحى إلى ناخب ساكسونيا الذي كان رئيس الأسرة حمل الثقل في جانب الآخر، ومع ذلك كان على استعداد الوقوف مع هابسبورغ والكاثوليك.
وهكذا وبسهولة اعطى صوته لـ فرديناند أرشيدوق ستيريا كإمبراطور في أغسطس 1619، هذا الأجراء أدى إلى تقليل المعارضة بين ناخبو البروتستانت، حصل الإمبراطور الجديد على مساعدة من يوهان غيورغ في حملته على بوهيميا الوشيكة، مقابل أعطاه بعض الأراضي الكنسية، وبذلك قام ناخب ساكسونيا باحتلال سيليزيا ولوساتيا، على الرغم من جزء الأخر كان تحت قيادة فريدرش الخامس، ناخب بالاتينات وأيضا ملك بوهيميا، مما أدى إلى سحق البروتستانتية هناك، وهذا ما رفضه يوهان غيورغ مسبقاً.
تدريجياً كان يشعر بعدم الارتياح اتجاه السياسية الإمبريالية نحو إبادة البروتستانتية، وأيضا خوف من أخذ منه الأراضي الكنسية، حتى أصبحت مخاوف واضحة مع مرسوم الاسترداد في مارس 1629، ومع ذلك طالب صراحة بإعفاء الناخبين من مناطق التي شملها المرسوم، ولكنه لم يتخذ أي أجراء حاسم لكسر تحالفه مع الإمبراطور، وفي فبراير 1631 تم استدعاءه في اجتماع الأمراء البروتستانت في لايبزيغ، ولكن بالرغم من نداءات الواعظ ماتياس هو فون هوهنيغ، إلا أنه قانع نفسه باحتجاج رسمي.
وفي الوقت نفسه غوستافوس أدولفوس نزل في ألمانيا، حاول غوستافوس إبرام تحالف معه للسماح له بالعبور نهر إلبه في فيتنبرغ، ولكن يوهان غيورغ ظل متردداً في الانضمام إلى صفوف البروتستانت، وعلى الرغم من أن مفاوضات إلا أنه يأمل في إنهاء مفاوضات مع غوستافوس، وفي نهاية المطاف غوستافوس تجنب أي عمل عسكري معه.
يوهان تسركليه كان قائد قوات الإمبريالية الرئيسية، كان يشاع أن هناك تحالف بينهما، بغض النظر عن احتمال وجوده ومن عدمه، من أجل استباق أي تحريك من هذا القبيل قام بغزو ساكسونيا وتدمير ريفها، كان لهذا التأثير قيادة يوهان غيورغ في التحالف الذي كان يأمل استباقه، والتي اختتمت في 1631 كانت القوات الساكسونية كانت حاضرة في معركة برايتنفلد، ولكن تم توجيهها من قبل الإمبرياليين، الناخب نفسه كان يسعى سلامة هروبه.
ومع ذلك سرعان ما بدأ الهجوم، وعندما وصلوا إلى بوهيميا احتل الساكسون براغ، ولكن سرعان ما قام يوهان غيورغ بالسعي من أجل الصلح بالتالي لقى جنود مقاومة قليلة من فالنشتاين الذي قادهم إلى ساكسونيا، مع ذلك حاول غوستافوس منع الناخب بفرار منه، ولكن موقف الناخب تغير مع وفاة غوستافوس في المعركة في 1632، بحيث رفض ساكسون انضمام إلى صف البروتستانت تحت القيادة السويدية.
ومع ذلك سمح لجيشه بالقتال بطرق استبدادية ضد الإمبريالية، وأيضا تفاوض من أجل السلام، وفي 1635 انهاء المفاوضات مع الإمبراطور بـ صلح براغ بحيث كافأه بـ لوساتيا وبعض الأراضي الأخرى، في حين احتفاظ ابنه أوغسطس بـ أسقفية ماغديبورغ، وأيضا بعض التنازلات فيما يتعلق بمرسوم الاسترداد، ومن خلال هذا أعلن الحرب على السويديين، ولكن في 1636 تعرض لـ خسارة في معركة فيتشتوك، ساكسونيا أصبحت ساحة الحرب لـ كلى الجانبين بحيث أصبحت في حالة يرثى لها، على طول سبتمبر 1645 اضطر الناخب للموافقة على الهدنة مع السويديين الذين احتفظوا بـ لايبزيغ، وكان الساكسونيون يريدون إنهاء هذه الحرب وبالفعل انتهت الحرب بـ صلح وستفاليا في 1648، فيما يتعلق بساكسونيا حصلت على القليل من تأكيدات خلال صلح براغ، توفي يوهان غيورغ الأول في 8 أكتوبر 1656.

## الأسرة
- تزوج يوهان غيورغ أولا في درسدن في 1604 من سيبيل إليزابيث ابنة فريدرش الأول، دوق فورتمبيرغ؛ توفيت بعد ولادة ابنها:-

1. ابن ميت (20 يناير 1606).

- ثم تزوج مرة أخرى في تورجاو في 19 يوليو 1607 من ماغدالينه سيبيل ابنة ألبرشت فريدرش دوق بروسيا؛ وأنجبت له عشرة ابناء:-

1. ابن ميت (18 يوليو 1608).
2. صوفي إليونور (23 نوفمبر 1609 - 2 يونيو 1671)؛ تزوجت من غيورغ الثاني لاندغراف هسن-دارمشتات.
3. ماري إليزابيث (22 نوفمبر 1610 - 24 أكتوبر 1684)؛ تزوجت من فريدرش الثالث دوق هولشتاين-غوتورب.
4. كريستيان ألبرشت (4 مارس 1612 - 9 أغسطس 1612).
5. يوهان غيورغ الثاني ناخب ساكسونيا (31 مايو 1613 - 22 أغسطس 1680).
6. أوغسطس دوق ساكس سايسنفلس (13 أغسطس 1614 - 4 أغسطس 1691).
7. كريستيان الأول دوق ساكس مرسيبورغ (27 أكتوبر 1615 - 18 أكتوبر 1691).
8. ماغدالين سيبيل (23 ديسمبر 1617 - 6 يناير 1668)؛ تزوج أولا من كريستيان وريث كريستيان الرابع ملك الدنمارك والنرويج، ثم من فريدرش فيلهلم الثاني، دوق ساكس ألتنبورغ.
9. موريس دوق ساكس زيتز (28 مارس 1619 - 4 ديسمبر 1681).
10. هاينريش (27 يونيو 1622 - 15 أغسطس 1622).